# 1900 (số điện thoại)
1900 là một đầu số điện thoại ở Việt Nam, có dạng 1900 XXXX hoặc 1900 XXXXXX. Đầu số được cấp phép sử dụng nhằm mục đích kinh doanh dịch vụ giá trị gia tăng trên mỗi cuộc gọi. Các số điện thoại có đầu 1900 chỉ có chức năng tiếp nhận cuộc gọi, không gọi ra. Các cuộc gọi đến các số có đầu 1900 là cuộc gọi tính phí (cước). Tổ chức, cá nhân đăng ký sử dụng được nhà cung cấp dịch vụ 1900 chi trả lại một phần cước phát sinh của khách hàng gọi vào.

## Phân bổ đầu số 1900
- 1900 01XX, 1900 02XX, 1900 03XX - GTEL
- 1900 06XXXX - GTEL
- 1900 12XX, 1900 15XX, 1900 17XX, 1900 18XX - Vinaphone
- 1900 20XX, 1900 21XX, 1900 22XX - CMC Telecom
- 1900 3XXX - VTC
- 1900 54XXXX, 1900 55XXXX, 1900 56XXXX, 1900 57XXXX, 1900 58XXXX, 1900 59XXXX - VNPT
- 1900 63XXXX - FPT Telecom
- 1900 66XX, 1900 68XX - FPT Telecom
- 1900 70XX, 1900 71XX, 1900 72XX - SPT
- 1900 75XXXX, 1900 77XXXX - SPT
- 1900 80XX, 1900 86XX, 1900 89XX - Viettel
- 1900 90XX, 1900 92XX, 1900 94XX - Viettel
- 1900 96XXXX - Viettel
- 1900 26xx, 1900 28xx - Itel